# Skottkvastmossa
Skottkvastmossa (Dicranum leioneuron) är en bladmossart som beskrevs av Kindberg 1889. Skottkvastmossa ingår i släktet kvastmossor, och familjen Dicranaceae. Arten är reproducerande i Sverige. Inga underarter finns listade i Catalogue of Life.